# ألان كيارني
ألان كيارني (بالإنجليزية: Alan Kearney)‏ (11 أغسطس 1987 بكورك في جمهورية أيرلندا - ) هو لاعب كرة قدم أيرلندي في مركز الوسط. لعب مع نادي إيفرتون وووترفورد يونايتد ونادي تشستر سيتي وكوبه رامبلرز ‏ ونادي جنوب ملبورن وDandenong Thunder SC ‏ وPort Melbourne SC ‏ وDingley Stars FC ‏.

## وصلات خارجية
- ألان كيارني على موقع قاعدة بيانات كرة القدم.إي يو (الإنجليزية)